# NGC 1285
NGC 1285 é uma galáxia espiral barrada (SBb/P) localizada na direcção da constelação de Eridanus. Possui uma declinação de -07° 17' 51" e uma ascensão recta de 3 horas, 17 minutos e 53,4 segundos.
A galáxia NGC 1285 foi descoberta em 28 de Outubro de 1865 por Heinrich Louis d'Arrest.